# Edwin Morgan
Edwin Morgan (27. dubna 1920 Glasgow — 17. srpna 2010 tamtéž) byl skotský básník, významný představitel hnutí Skotská renesance a nositel Řádu britského impéria.
Vystudoval anglickou literaturu na University of Glasgow, kde vyučoval až do odchodu do penze v roce 1980. Věnoval se konkrétní poezii, pracoval také s vědeckofantastickými náměty. Psal texty pro rockovou skupinu Idlewild, na albu The Remote Part je použit i jeho hlas. Překládal do angličtiny poezii Vladimíra Majakovského, Jacquese Préverta nebo Pabla Nerudy, je také autorem převodu staroanglického eposu Beowulf do moderního jazyka. V roce 1990 oznámil svoji homosexuální orientaci. Byl sympatizantem Skotské národní strany, ve své závěti jí odkázal téměř milion liber na kampaň k referendu o nezávislosti.
V roce 1968 obdržel literární cenu Cholmondeley Award a v roce 2000 Queen's Gold Medal for Poetry. V roce 2004 ho Skotský parlament jmenoval prvním nositelem titulu Makar, skotské obdoby poëta laureatus. V roce 2012 vznikl The Edwin Morgan Trust, organizace pečující o jeho odkaz a udělující ceny nesoucí jeho jméno.
Jeho básně vyšly v antologii Hledání budoucího času (překlad Bohuslav Mánek) a v časopise Obrácená strana měsíce, do češtiny ho překládali také Zdeněk Hron, Sylva Ficová a Miroslav Macek.